# U 119 (U-Boot, 1918)
U 119  war ein diesel-elektrisches Minen-U-Boot des Typs UE II der deutschen Kaiserlichen Marine, das im Ersten Weltkrieg zum Einsatz kam. In der Zwischenkriegszeit stand das Boot unter dem Namen René Audry im Dienst der französischen Marine. 1938 wurde es verschrottet. 

## Einsatz
U 119 wurde am 27. Mai 1916 in Auftrag gegeben, lief am 4. April 1918 bei der AG Vulcan in Hamburg vom Stapel und wurde am 20. Juni 1918 in Dienst gestellt. Das Boot war der I. U-Flottille in Helgoland und Brunsbüttel zugeordnet. Erster und einziger deutscher Kommandant war Kapitänleutnant Edmund Pauli. 
U 119 führte während des Ersten Weltkriegs eine Unternehmung durch. Dabei wurde kein Schiff versenkt oder beschädigt.

## Verbleib
Am 24. November 1918 wurde U 119 als Kriegsbeute an Frankreich ausgeliefert. Dort stand das Boot vom 6. Januar 1922 bis 6. September 1937 als René Audry im Dienst der französischen Marine. Die Streichung von der Schiffsliste erfolgte am 7. Oktober 1937. Am 2. September 1938 wurde es nach Cherbourg verkauft und verschrottet.